# Loaded (Brotha Lynch Hung)
Loaded è il terzo album prodotto dal rapper statunitense Brotha Lynch Hung, pubblicato nel 1997. Sono presenti all'interno importanti collaborazioni, con rapper come Ice-T, Kokane e E-40.

## Tracce
1. "Siccmade House"
2. "My Soul To Keep" (feat. Kokane)
3. "Die: 1 By 1" (feat. First Degree The D.E.)
4. "One A Da Las Sicc" (feat. First Degree The D.E.)
5. "Situation" (feat. First Degree The D.E., E-40 & Tawp Dawg)
6. "Heaters" (feat. First Degree The D.E., P Folks & Polo)
7. "Did It And Did It" (feat. Phonk Beta)
8. "Went Way" (feat. Tall Can G)
9. "Thatz What I Said" (feat. D-Dubb & Loki)
10. "Feel My Nature Rize" (feat. C.O.S., Sicx & Tall Can G)
11. "One Mo Pound" (feat. D-Dubb)
12. "On My Brief Case" (feat. Phonk Beta & Zagg)
13. "Secondz A Way" (feat. First Degree The D.E. & Ice-T)
14. "Marination/Not Cho Average [Bonus Track]" (cantata da Sicx feat. D-Dubb)

## Collaborazioni
- Kokane
- First Degree The D.E.
- E-40
- Tawp Dawg
- P Folks
- Polo
- Phonk Beta
- Tall Can G
- D-Dubb
- Loki
- C.O.S.
- Sicx
- Zagg
- Ice-T